# بویوک دهنه
بویوک دهنه (به زبان لاتین: Böyük Dəhnə) یک منطقه مسکونی در جمهوری آذربایجان است که در شهرستان شکی واقع شده‌است. بویوک دهنه ۵۲۵۵ نفر جمعیت دارد.